# Балакирево
Бала́кирево — посёлок городского типа в Александровском районе Владимирской области Российской Федерации.
Образует одноимённое муниципальное образование посёлок Балакирево со статусом городского поселения как единственный населённый пункт в его составе.

## География
Расположен в 139 км от Владимира и в 130 км от Москвы. Железнодорожная станция на линии Александров — Архангельск.
Имеется шоссейная дорога с асфальтовым покрытием от Александрова с движением рейсовых автобусов Александров — Балакирево.

## История
Первое упоминание о сельце Балакиреве появилось в 1715—1719 гг.
Первый владелец Балакирев Иван Васильевич получил эти земли за службу в войсках Финляндского корпуса.
В 1720-е гг. в Балакиреве была построена помещичья усадьба Макарова Алексея Васильевича, тайного секретаря Петра I, который навещал сельцо, отдыхая от государственных дел, радовался посещениям цесаревны Елизаветы Петровны, заезжавшей на краткий отдых во время охоты.
В 1831, 1848 гг., в холерные годы жители окрестных селений приходили в Балакирево поклониться серебряному кресту — мощевику, подаренному Петром I своему любимцу Макарову И. В. Крест этот передавался по наследству, как родовая святыня.
Последним хозяином сельца Балакирева (1860 г.) был Красюк Александр Николаевич, дальний родственник Макаровых. При нём Балакирево «хорошо обустроенная ферма, одно из лучших подгородных имений в Александровском уезде».
В 1870 г. проложена железнодорожная магистраль Москва — Архангельск. В 1900 г. построен первый дом лесника Анненкова, затем ещё 3 дома и чайная, С 1919 г. начали строить первые дома на Центральной ул. В 1964 г. сооружён первый двухэтажный дом на Заводской ул.
В 1970 г. на базе ремонтно-механического завода открыт Балакиревский механический завод (БМЗ), продукцией которого являлись корпуса для высокоточных снарядов и ракет. Сейчас завод продолжает выполнять оборонные государственные заказы.
В марте 1977 года Балакирево получило статус посёлка городского типа.
В настоящее время в посёлке открываются новые рабочие места, на работу приезжают из окрестных сёл и из районного центра.

## Население
| 1859    | 1905  | 1926  | 1979  | 1989  | 2002  | 2009  | 2010    | 2011    |
| ------- | ----- | ----- | ----- | ----- | ----- | ----- | ------- | ------- |
| 17      | ↗40   | ↗56   | ↗4167 | ↗9470 | ↘9141 | ↗9369 | ↗10 076 | ↘10 075 |
| 2012    | 2013  | 2014  | 2015  | 2016  | 2017  | 2018  | 2019    | 2020    |
| ↘10 039 | ↘9953 | ↘9880 | ↘9808 | ↘9713 | ↘9631 | ↘9488 | ↘9384   | ↘9294   |
| 2021    |       |       |       |       |       |       |         |         |
| ↗9474   |       |       |       |       |       |       |         |         |

## Экономика
- ООО "МНПП «Инициатива»;
- Балакиревский филиал АО «Газпром бытовые системы»;
- ПАО «Балакиревский механический завод»;
- группа компаний «Металл профиль»;
- ООО «ВИМ кабель»;
- ООО "НПП «Инпроком»;
- ООО «НПП «Радиотехнические системы»;
- ООО «Проминтех»;
- ООО «АЗКПО»;
- ООО «Балакиревские тепловые сети»;
- ООО «Балакиревский водоканал»;
- ООО «Балремстрой»;
- ООО «Жилсервис»;
- ООО "НПЦ «Биохим трейд»;
- ООО «СГ Контур»;
- ООО «Импульс пром»;
- ООО «Металлица»;
- ООО «Технол»;
- ООО «Покров групп»;
- ООО «Рик»;
- ООО «Агат»;
- ООО «Локри».

## Социальная сфера
В посёлке работают Балакиревский психоневрологический интернат, городская поликлиника.

## Образование
Работают две средних общеобразовательных школы (№ 36 и 37), государственное бюджетное образовательное учреждение среднего профессионального образования Владимирской области «Балакиревский гуманитарно-правовой колледж», действует школа искусств.
В детско-юношеской спортивной школе развиваются футбол, хоккей, лыжные гонки, греко-римская борьба.

## Галерея

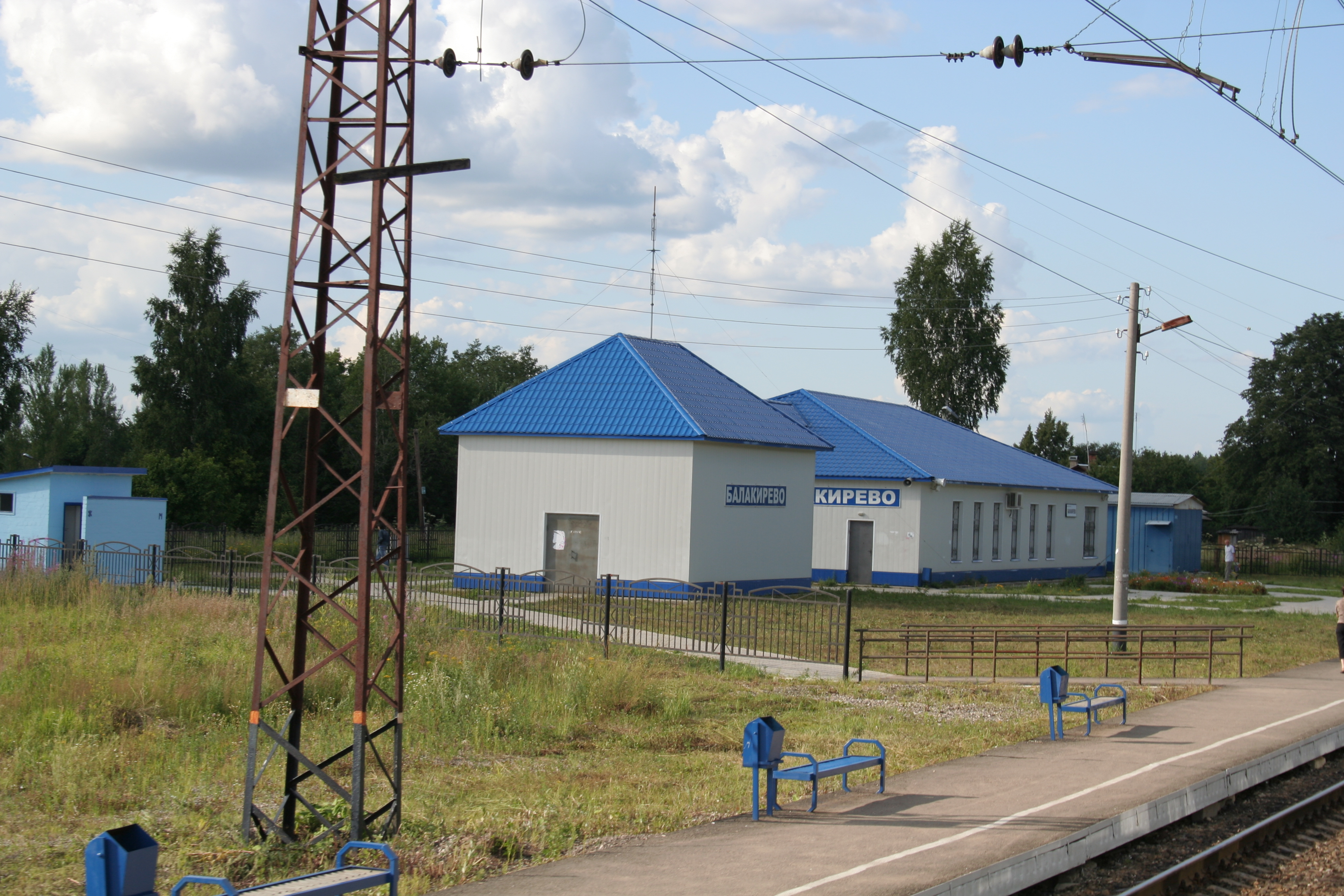
Станция Балакирево